# 台湾步锚参
台湾步锚参（学名：Patinapta taiwaniensis）为锚参科步锚参属的动物。分布于台湾以及中国大陆的海南岛等地，常生活于潮间带珊瑚礁区的砾石下沙内。该物种的模式产地在台湾南端。